# Toyota Tacoma
La Toyota Tacoma è un pick-up midsize prodotto dalla casa automobilistica giapponese Toyota principalmente per il mercato nordamericano dal 1995.
Il nome "Tacoma" deriva dall'omonimo monte situato nello stato di Washington.

## Prima generazione (dal 1995 al 2004)
Il Tacoma è stato introdotto negli Stati Uniti nel febbraio 1995 in sostituzione dell'Hilux, precedentemente commercializzato negli Stati Uniti come Toyota Pickup. Rispetto all'Hilux, il Tacoma è progettato con una maggiore priorità data alla qualità di guida, maneggevolezza, comfort e sicurezza a scapito della robustezza e della capacità di carico utile. Il design è progettato per soddisfare al meglio le esigenze dei mercati dei pick-up statunitensi e canadesi, dove l'uso commerciale, agricolo e fuoristrada è meno comune rispetto all'uso di veicoli passeggeri.

### Sviluppo
Lo sviluppo è iniziato nel 1989, dopo che il Toyota Pickup di quinta generazione è stato lanciato alla fine del 1988, ed è stato completato nel 1994. Il lavoro di progettazione è stato svolto presso Calty Design Research in California dal 1990 al 1992, quando è stata mantenuta la proposta del design esterno di Kevin Hunter. I brevetti per il design di produzione sono stati depositati in Giappone nell'aprile 1993 e il 28 ottobre 1993 negli Stati Uniti.
La prima generazione di Tacoma ha ricevuto dei nuovi gruppi ottici frontali nell'ottobre 1996 sui modelli a due ruote motrici. Sono stati effettuati due restyling, il primo nel luglio 1997 e il secondo nell'ottobre 2000. I restyling consistevano principalmente in un aggiornamento delle griglie (model year 1998 e 2001). Nel luglio 1997 è stato aggiunto un airbag lato passeggero.
Il pacchetto TRD Off-Road fu introdotto nel 1998. Questo pacchetto includeva un differenziale posteriore bloccabile ed era disponibile solo per i modelli PreRunner equipaggiati con V6 e quattro ruote motrici. Il modello PreRunner venne introdotto nel 1998, si trattava di una versione 2WD che condivideva la stessa carrozzeria e alcuni componenti meccanici (ad esempio le sospensioni) con i modelli 4WD.
Un nuovo modello SuperCab progettato da Yusuke Fukushima è stato aggiunto alla gamma nell'ottobre 2004. Il SuperCab venne fornito con un vano portaoggetti di dimensioni inferiori ma paragonabile alla concorrenza.

### Motorizzazioni
| Modello | Commercializzazione | Motore  | N. Cilindri | Potenza         | Coppia Massima (N·m) |
| 2.4     | dal 1995 al 2004    | Benzina | 4           | 106 kW (142 CV) | 217                  |
| 2.7     | dal 1995 al 2004    | Benzina | 4           | 112 kW (150 CV) | 240                  |
| 3.4     | dal 1995 al 2004    | Benzina | 6           | 142 kW (190 CV) | 298                  |

## Seconda generazione (dal 2005 al 2015)
Nel 2000, Toyota iniziò lo sviluppo della seconda generazione sotto la supervisione dell'ingegnere capo Chikuo Kubota. La maggior parte del lavoro di sviluppo è stata gestita da Hino in Giappone. I progetti finali furono approvati per la produzione nel 2002 e i brevetti vennero depositati il 3 luglio 2003. I primi prototipi furono costruiti più avanti nel corso del 2003, con lo sviluppo che terminò nel secondo trimestre del 2004.
Il 4 febbraio 2004, al salone di Chicago, la Toyota presento ufficialmente la vettura. Lanciato il 18 ottobre 2004, questo nuovo modello era disponibile in diciotto diverse combinazioni con tre configurazioni di cabina, quattro trasmissioni, due motori e due lunghezze del cassone.
Un piccolo restyling arrivò nel 2009, il quale comprendeva una griglia leggermente rivista su alcuni modelli, nuovi fanali posteriori a LED e sui modelli X-Runner, TRD fuoristrada e TRD Sport fanali imbruniti.
L'aggiornamento del modello 2012 presentava un nuovo paraurti anteriore, nuovi fanali, griglia anteriore rivista, nuovi interni e un'antenna a pinna di squalo. I modelli del 2014 sono stati forniti con un nuovo assetto SR e per l'anno modello 2015 la cabina normale è stata eliminata.
Toyota ha anche introdotto un allestimento X-Runner, che sostituiva l'S-Runner. L'X-Runner presentava l'1GR-FE abbinato a un cambio manuale a sei marce, cerchi in lega da 18 pollici, assetto ribassato e un pacchetto di sospensioni X-Brace.
Toyota includeva anche un Down-Hill Assist Control (DAC) e un Hill-Start Assist Control (HAC), con modelli equipaggiati con il pacchetto TRD Off-Road opzionale. Anche un differenziale autobloccante posteriore o un differenziale a slittamento limitato erano alcune caratteristiche opzionali.
Ogni Tacoma è stato realizzato con un cassone che includeva un sistema di binari con quattro bitte di ancoraggio, perni di aggancio e scatole portaoggetti. Il pacchetto TRD disponeva anche di una presa di corrente CA da 115 V/400 W nel cassone.

### Pacchetti TRD
Il Tacoma era offerto in due pacchetti TRD: Sport e Off-Road. Lo Sport era maggiormente mirato a migliorare le prestazioni su strada, mentre l'Off-Road era più orientato agli appassionati di fuoristrada. Entrambi erano disponibili in 2WD o 4WD, con differenziale autobloccante elettronico posteriore disponibile solo nel modello Off-Road. Entrambe le varianti erano dotate di sedili specifici per TRD e inverter di potenza CA da 400 W montati nel cassone. Erano disponibili in alluminio, anche accessori TRD come la piastra paramotore anteriore, insieme a pomelli del cambio, tappo del radiatore, tappo del serbatoio dell'olio e terminale di scarico.
Il pacchetto TRD Sport era venduto in due livelli: Il primo livello aveva paraurti anteriore, posteriore, maniglie delle portiere, specchietti e cofano in tinta con la carrozzeria, ammortizzatori Bilstein, terminale di scarico in acciaio inossidabile e cerchi in alluminio da 17 pollici con pneumatici 265/65R17. Il secondo allestimento includeva quanto sopra e aggiungeva un pacchetto di traino (radiatori dell'olio e della trasmissione, frizione della ventola) e alternatore e batteria ad alto rendimento per impieghi gravosi. I modelli tra il 2005 ed il 2008 arrivarono con un differenziale meccanico a slittamento limitato. I modelli tra il 2009 ed il 2015 avevano un differenziale posteriore "automatico a slittamento limitato" assistito da freno, simile a un sistema VSC.
Il pacchetto TRD Off-Road di base non includeva nessuna delle parti del carrozzeria in tinta (maniglie delle portiere, specchietti neri, paraurti e griglia cromati). Diverso dal pacchetto fuoristrada, il pacchetto tecnologico aveva parti della carrozzeria in tinta, cerchi in alluminio da 16 pollici, ammortizzatori Bilstein, piastre paramotore e differenziale posteriore con bloccaggio elettronico, ma non includeva la presa d'aria del cofano dei modelli Sport. Il pacchetto fuoristrada includeva alcune caratteristiche utili per il fuoristrada, come quelle menzionate in precedenza, mentre le caratteristiche del pacchetto tecnologico includevano l'A-TRAC (2009-2015), Hill Descent assist (solo cambio automatico) e Hill Start assist (solo cambio manuale). Erano incluse molle a variazione progressiva e barre antirollio di diametro inferiore rispetto al pacchetto Sport, che conferiva all'Off-Road una maggiore articolazione delle ruote e una guida più fluida che consentiva un maggiore rollio della vettura. Il pacchetto di traino ha aggiornato la batteria, l'alternatore e la ventola di raffreddamento. Pneumatici fuoristrada (265/70R16) e un gancio di traino anteriore per impieghi gravosi completavano il pacchetto.

### Motorizzazioni
| Modello | Commercializzazione | Motore  | N. Cilindri | Potenza         | Coppia Massima (N·m) |
| 2.7     | dal 2005 al 2015    | Benzina | 4           | 122 kW (164 CV) | 248                  |
| 4.0     | dal 2005 al 2015    | Benzina | 6           | 183 kW (245 CV) | 382                  |

## Terza generazione (dal 2015)
La nuova Tacoma è stata presentata ufficialmente al North American International Auto Show del 2015 con il lancio delle vendite negli Stati Uniti il 10 settembre 2015. Dimensionalmente e meccanicamente, l'N300 Tacoma è simile al precedente N2x0.

### Stile
Il pick-up ha un nuovo profilo esterno che prende spunti stilistici dal 4Runner del 2014 e dal pick-up Tundra dell'anno 2014, con una griglia più grande e nuovi fari. Il portellone e il cassone sono stati ridisegnati, presentano un logo Tacoma inciso e uno spoiler integrato.
Il modello è offerto nelle configurazioni Access Cab e Double Cab con dimensioni del cassone lungo o corto. Con Access Cab, viene offerto un solo cassone, che ha una lunghezza di 187 cm; con Double Cab, la lunghezza standard del cassone è ridotta a 154 cm, ma è disponibile anche di 187 cm.
Anche l'interno del pick-up è stato modificato. Toyota ha reso gli interni del Tacoma più lussuosi e ha aggiunto il display con touchscreen più grande e un nuovo quadro strumenti. I materiali soft-touch hanno anche sostituito le plastiche dure della generazione precedente. È stata aggiunta un'opzione con finiture in pelle.
A differenza dei modelli di 2ª generazione, il guidatore deve fare affidamento sui comandi vocali, oppure deve raggiungere il display della console centrale e regolare il sistema Entune attraverso il touchscreen capacitivo per navigare e selezionare il contatto appropriato per effettuare una telefonata. Inoltre, i controlli D-pad non offrono più la possibilità di scorrere elenchi di brani durante la riproduzione di musica tramite USB o Bluetooth. Il conducente deve utilizzare il touch screen per selezionare nuovi album, artisti e canzoni. Queste limitazioni sono state rimosse dall'anno modello 2018 in poi.

### Restyling 2020
Per l'anno 2020, Tacoma ha ricevuto un restyling. Oltre ad aggiornamenti di carattere estetico, sono state aggiunte nuove tecnologie all'interno. Questi includono funzionalità Apple CarPlay, Android Auto e Amazon Alexa. Sul modello SR5 e superiori, c'è un sedile del conducente regolabile elettricamente e sul Tacoma Limited Double Cab, c'è un nuovo Panoramic View Monitor per una vista a 360 gradi dall'alto delle immediate vicinanze del pick-up.

### Motorizzazioni
| Modello | Commercializzazione | Motore  | Nº Cilindri | Potenza         | Coppia Massima (N·m) |
| 2.7     | dal 2015            | Benzina | 4           | 119 kW (159 CV) | 244                  |
| 3.5     | dal 2015            | Benzina | 6           | 207 kW (287 CV) | 359                  |